# Харрингтон, Десмонд
Десмонд Харрингтон (англ. Desmond Harrington; род. 19 октября 1976 года, Саванна, Джорджия, США) — американский актёр, ставший известным благодаря таким фильмам как «Яма», «Поворот не туда» и «Корабль-призрак», а также роли Куинна в телесериале «Декстер».

## Биография
Десмонд Харрингтон родился 19 октября 1976 года в Саванне, штат Джорджия. Переехал с семьёй из Саванны в Бронкс, родину своих родителей, в возрасте трёх лет. Получил религиозное образование, закончив Католическую среднюю школу. После окончания школы учился в Манхеттонском колледже, который впоследствии бросил после шести недель обучения. Прежде чем стать актёром, перепробовал много специальностей. Работал в том числе и барменом, для того чтобы платить за актёрские курсы Джона Страсберга.
В настоящее время проживает в Лос-Анджелесе.
Сайтом E! Online был назван одним из многообещающих молодых актёров 2002 года.

## Карьера
Его первой ролью была роль Олона в фильме Люка Бессона «Жанна д’Арк». До того, как получить роль Джесси Киса в мини-сериале Стивена Спилберга «Похищенные» (2002), снялся в таких фильмах, как драма «Бойлерная» (2000), молодёжный триллер «Яма», драма «Сильная женщина» (англ. Riding in Cars with Boys) (2001) и военная драма «Мы были солдатами» (2002). В 2002 году сыграл Джека Ферримана, посланника ада, который нашёл «Корабль-призрак». В фильме «Поворот не туда» (2003) сыграл молодого человека по имени Крис Флинн, потерявшегося с группой молодых людей в лесах Западной Вирджинии.
Также снялся в фильмах «Мой первый мужчина» (англ. My First Mister) (2001), «Объект любви» (2003), «Тройная подстава» (англ. 3-Way) (2004), «Стильные штучки» (англ. Bottoms up) (2006), «Таймер» (2009).
На телевидении Харрингтон получил крупные гостевые роли, включающие роль детектива Джимми МакКэррона в криминальной драме «Прочная сеть», Вайли Блейка в семейной комедии «Сыновья и дочери» и Троя в драме «Спаси меня». В сентябре 2008 года он получил роль Джоуи Квинна, нового полицейского Майами в культовом сериале «Декстер». В декабре того же года он появился в роли Джека Басса в сериале «Сплетница», снявшись в нескольких эпизодах на протяжении третьего сезона. В январе 2012 года стало известно, что актёр вернётся в шоу ближе к финалу сезона. В том же месяце актёр получил гостевую роль Флетчера Никса в сериале «Правосудие».

## Фильмография
| Кино        | Кино                                  | Кино                                    | Кино                      | Кино                   |
| Год         | Название                              | В оригинале                             | Роль                      | Примечания             |
| ----------- | ------------------------------------- | --------------------------------------- | ------------------------- | ---------------------- |
| 1999        | Жанна Д’Арк                           | The Messenger: The Story Of Joan Of Arc | Жан д’Олон                | второстепенная роль    |
| 2000        | Бойлерная                             | Boiler Room                             |                           | в титрах не указан     |
| 2000        | Школьники Массачусетса                | Massholes                               | Бинг                      |                        |
| 2000        | Бросок на десять ярдов назад          | Drop Back Ten                           | Спэнкс Воли               |                        |
| 2001        | Сильная женщина                       | Riding In Cars With Boys                | Бобби                     |                        |
| 2001        | Яма                                   | The Hole                                | Майк Стил                 | главная роль           |
| 2001        | Мой первый мужчина                    | My First Mister                         | Рэнди                     |                        |
| 2002        | Жизнь знаменитости                    | Life Makes Sense If You’re Famous       | Джей                      | короткометражный фильм |
| 2002        | Корабль-призрак                       | Ghost Ship                              | Джек Фэрриман             | главная роль           |
| 2002        | Мы были солдатами                     | We Were Soldiers                        | Билл Бэк                  |                        |
| 2003        | Поворот не туда                       | Wrong Turn                              | Крис Флинн                | главная роль           |
| 2003        | Объект любви                          | Love Object                             | Кеннет Уинслоу            | главная роль           |
| 2004        | Тройная подстава                      | 3-Way                                   | Ральф Хэйган              | второстепенная роль    |
| 2006        | Тейффобия                             | Taphephobia                             | Майк Холлистер            |                        |
| 2006        | Стильные штучки                       | Bottom’s Up                             | Расти                     |                        |
| 2007        | Истории Америки                       | USA Stories                             | Джей                      |                        |
| 2007        | Форт Пит                              | Fort Pit                                | Майк Сокелецки            |                        |
| 2008        | Скорость: У последней черты           | Exit Speed                              | Сэм Каттер                | главная роль           |
| 2009        | Таймер                                | TiMER                                   | Дэн-мужик                 |                        |
| 2009        | Весёлая жизнь в Крэктауне             | Life Is Hot In Cracktown                | Бенни                     |                        |
| 2009        | Со школьных лет                       | Since You                               | Сэм                       |                        |
| 2012        | Тёмный рыцарь: Возрождение легенды    | The Dark Knight Rises                   | Полицейский               |                        |
| 2016        | Неоновый демон                        | The Neon Demon                          | Джек                      |                        |
| Телевидение |                                       |                                         |                           |                        |
| Год         | Название                              | В оригинале                             | Роль                      | Примечания             |
| 2002        | Похищенные                            | Taken                                   | Джесси Киз                | 3 эпизода              |
| 2003-2004   | Прочная сеть                          | Dragnet                                 | Детектив Джимми МакКэррон | 10 эпизодов            |
| 2006        | Закон и порядок: Преступное намерение | Law & Order: Criminal Intent            | Тим Рэйни                 | 1 эпизод               |
| 2006        | Похищенный                            | Kidnapped                               | Кеннет Кантрелл           | 1 эпизод               |
| 2006-2007   | Сыновья и дочери                      | Sons & Daughters                        | Уайли Блэйк               | 9 эпизодов             |
| 2007        | Спаси меня                            | Rescue Me                               | Трой                      | 7 эпизодов             |
| 2008-2013   | Декстер                               | Dexter                                  | Детектив Джозеф Квин      | 72 эпизода             |
| 2009-2012   | Сплетница                             | Gossip Girl                             | Джек Басс                 | 11 эпизодов            |
| 2012        | Правосудие                            | Justified                               | Флетчер Никс              | 1 эпизод               |
| 2015 -…     | Клуб жен астронавтов                  | Astronaut Wives Club                    | Алан Шепард               | 1 сезон                |
| 2015        | Области тьмы                          | Limitless                               | агент Кейси Рукс          | 3 эпизода              |
| 2016-2017   | Стрелок                               | Shooter                                 | Лон Скотт                 | 3 эпизода              |
| 2017        | Подлый Пит                            | Sneaky Pete                             | Джо                       | 1 эпизод               |
| 2017        | Бруклин 9-9                           | Brooklyn 9-9                            | офицер Малдэк             | 1 эпизод               |
| 2018        | Элементарно                           | Elementary                              | Майкл                     |                        |